# Урсакије Сингидунумски
Урсакије Сингидунумски је био епископ Сингидунума и Прве Мезије (Moesia Prima) у 4. веку. Активно је учествовао у Аријанском спору на страни противника првог васељенског сабора. Заједно са Урсакијем и зе друге балканске епископе: Валенса из Мурсе и Германа Сирмијумског везује се ширење аријанства на Западу Римског царства. По правилу, извори и црквено-историјско истраживачи обично наводе заједно Урсакија и Валенса Мурског позвао. Понекад помињу и Германа Сирмијумског заједно са њима као „илирску тројку“ 
Урсакије се први пут помиње на Сабору у Тиру, 335. године, који је направљен са намером да осуди Атанасија Великог. Почевши од 351. године Урсакије и Валенс су теолошки саветници цара Констанција II и најзначајнији представници аријанства на Западу Римског царства. Њихова улога је била одлучујућа у изради сирмииског учења, које је побијало Никејски симбол вере утврђен на Првом васељенском сабору.
Урсакије је први хришћански епископ Сингидунума, чије име се помиње у писаним документима. Током 4. века Урсакије и Валенс се често помињу заједно. Између 325. и 335. године, били су изабрани за православне епископе, али због њихове подршке аријанству били су свргнути. Око 335. године постављени су као аријански епископи. Први догађај, у којима су активно учествовали, било је свргавање Атанасија Великог на Трирском сабору 335. године.
343. године на Петом помесном сабору Урсакије и Валенс, између осталог, оптужени су за аријанство и свргнути а Атанасије је враћен на епископски трон. 
После Трирског сабора, на Сардичком сабору (343) Урсакије и Валенсу су осуђени као за аријанство. Они се покоравају одлукама Сардичког сабора, и признају да су клеветали Атанасија Великог, па тиме остају и даље на Западу. Тек када је цар Констанс погинуо и кад се Констанције преселио на Запад, па почео да побеђује Магненција, Урсакије и Валент се поново враћају на епископски трон.
Након победе код Мурсије и погибије Магненција, Констанције се сели са својим штабом, због лакшег управљања, у Сирмијум на Дунаву, као у своју престоницу. Урсакије и Валенс су искористили ту прилику да изврше свој утицај на цара и задовоље његову жељу за помирењем са аријанцима. Као резултат тога они дају свој допринос новим јеретичким формулацијама Символа вере који су објављени у утврђени на Сабору у Сирмијуму, познате као сирмијумске формуле.
На Западу, је нова формула је одмах одбачена на Сабору у Риму, у зиму 340. године, али следеће године одржан је Антиохијски сабор (341), где је њихова нова формула прихваћена. Уследио је низ помесних црквених сабор на западу и на истоку у којима су мањи или већи утицај имали Валенс и Урсакије, све до коначног Другог васељенског сабора који је осудио све јереси и све оне који покушавали да са њима нађу компромис у истини.
Урсакије је умро 371. године.